# Emerson Spencer
Emerson Spencer (anglès: Emerson Lane «Bud» Spencer)  (San Francisco, 10 d'octubre de 1906 - Palo Alto, 15 de maig de 1985), conegut esportivament com a Bud Spencer va ser un atleta estatunidenc, especialista en curses de velocitat, que va competir durant la dècada de 1920.
S'inicià en les curses de tanques, obtenint resultats destacats el 1923. Amb tot, el 1924 va patir un greu accident de cotxe que li provocà la pèrdua de visió d'un dels seus ulls i que l'impedí córrer durant tot el 1925. El 1926 va guanyar el seu primer títol important, els campionats juvenils de l'AAU en els 440 iardes tanques. El 1927 va guanyar la cursa de les 440 iardes de la NCAA i el maig de 1928 va establir un rècord mundial en els 400 metres amb un temps de 47,0", però va fallar en la classificació olímpica i només va ser seleccionat per a l'equip de relleus. Als Jocs Olímpics d'Amsterdam va guanyar la medalla d'or en la prova dels 4x400 metres relleus del programa d'atletisme, formant equip amb Frederick Alderman, George Baird i Ray Barbuti. En aquesta cursa van establir un nou rècord del món. Una setmana més tard va formar part del quartet que tornà a millorar el rècord del món dels 4x400 metres relleus i que deixà el temps en 3' 13.4".
Una vegada retirat va treballar al diari The San Francisco News i després com a entrenador d'atletisme a la Universitat Stanford.

## Millors marques
- 400 metres llisos. 47.0" (1928)